# 危機一髪
危機一髪（ききいっぱつ）は、唐の時代の中国からの熟語。

## 概要
極めて危なげな状態であり、一つ間違えたならば危険に陥りそうであることを意味する。その安否を分けるような差というのは、髪の毛一本ほどの違いであるということである。この言葉を危機一発と表記するのは間違いである。映画作品である007/危機一発のタイトルがこの誤った表記であり、この作品からこの誤った用いられ方が広まって行った。現在ならばこのような誤った表記は問題視されるものの、当時はこのようなことには大らかであった。

### 由来
この言葉は唐の時代の中国の韓愈によって書かれた文章が由来である。そこでは当時の世のことが書かれ、正道というには漢の時代以来の多くの儒学者が補い繕ってきたものの、もはや今では百の穴があり千の傷があり正道は乱れて失われ、現段階では非常に危険な状態であり、一本の髪の毛で千鈞を引いているようなもので、ここからは糸くずのようにかすかに続いて消え去ろうとしているようなものであると述べられている。この時代には儒学の正道は消え去ろうとしており、危機一髪で続いている状態ということであった。